# 藤岡リナ
藤岡 リナ（ふじおか りな、1962年3月16日 - ）は、日本の占い師。
10代の頃に占いに興味を持ち、西洋占星術、東洋占星術、四柱推命、九星気学、風水、タロット占い、姓名判断、前世療法などを学んで、占い師として鑑定を始める。独自の理論を構築し、「恋愛成就以外の幸せの四大要素をすべて満たしていくことこそ恋愛成就を最短距離で叶える」という理念にもとづく開運成就恋愛法を生み出す。
日本文化振興会の顕彰である社会文化功労賞、国際文化栄誉賞を受賞している。

## 著作
- 開運成就恋愛法（2010年、文芸社）
- 逆妄想43（2011年、三楽舎）
- リナの開運フルコース（2012年、白順社）
- ブレインダイエット（2013年、鉄人社）
- ひるま時間の過ごし方（2014年、パブラボ）
- 運に愛されるオンナ運に嫌われるオンナ(2015年、パブラボ）